# 村上結梨
村上結梨（むらかみゆり、1996年6月21日 ）は、日本のファッションモデル、テレビタレント、舞台女優、TikToker、
instagramer、ライバー、でありライブ配信アプリpocochaでもライブ配信するマルチタレント。
2022年2月7日に村上ゆりから、村上結梨へ改名に至る。
『ゆりりん』の愛称で知られ、現在はpocochaアプリから離れ、UPliveアプリケーション内でのライブ配信をしている。

## 略歴
北海道生まれ。大学生活を福岡県で過ごす。
学生時代にバレエ劇団天満天神バレエの天満天神バレエ&ダンスフェスティバル第二回公演にエキシビションで公演
。
福岡の地元発信メディア、シティ情報福岡に掲載が決まりファッション雑誌『lily』に2017年から定期掲載を経て地元テレビ局KBCテレビへレポーター見習いとして2017年11月より参加、2018年2月18日にスタジオ出演する。
九州地方では馴染みの深いテレビ番組、ドォーモ、ドォーモですよ、今夜のドォーモに第3期としてレギュラー出演を果たす。またラジオ番組、ドォーモ×ラジオへMC出演している。
KBCテレビの活動後は東京へ拠点を変えライブ配信アプリpocochaで活動を開始する。
ファッション雑誌、non-no、smartに配信者枠としてモデル掲載され
、pococha配信優勝者出演で多くのメディアにCM出演を果たしている。

マルチタレントとして様々なイベントにも MC起用される。 
2019年10月からの映画×ドラマ×hulu配信ドラマ、ブラック校則に中上ゆか役としてドラマ出演をしている。

## 人物
幼少より培ったバレエのセンスでTikTokにアップする動画は主にダンス。

### 特技
クラシックバレエ、肩の関節が柔らかい事。

## 出演

### テレビ
2019年10月
映画×ドラマ×hulu配信ドラマ、ブラック校則に中上ゆか役で出演 
ドォーモ、ドォーモでした（KBCテレビ）
八千代コースター（NST新潟総合テレビ）

AbemaTV 

### ラジオ
ドォーモ×ラジオ
Pococha公式ラジオ番組 Pocoっとchaンネル（文化放送）
ライバー時代が絶対来る（FMfuji）

ラジオ×youtube
ライバー番組 「初見です！」（FM8.11）

### 舞台
舞台:劇団SPILAL CHARIOTSの舞　HATTORI半蔵III〜再舞〜
　　 甲山マトエ  役

### ファッション雑誌
liry、non-no、smart、シティ情報福岡

### CM・広告
Eコマースアプリ　CHECK
アプリ内番組（ロフト× check、checkshop）出演
SJ HOMEショートムービー　出演
pococha（ぽこちゃ）イベント優勝者出演

### MV出演
バンド名　The Foobers       楽曲名　I'll Bring You Back